# Floor Bremer
Floor Bremer (Delft, 16 april 1975) is een Nederlandse journaliste. Anno 2023 is ze politiek verslaggever bij RTL Nieuws, en in die hoedanigheid is ze ook regelmatig te gast bij de talkshow Jinek.

## Biografie
Bremer studeerde journalistiek en geschiedenis aan de Rijksuniversiteit Groningen van 1994 tot 1999. Tevens volgde ze een opleiding radiojournalistiek en een master Peace studies and Conflict resolution aan de universiteit van Uppsala.
In 1999 schreef ze, in opdracht van de Groningse afdeling van het COC, het boek Pronkjewail in roze raand, ter gelegenheid van het 50-jarig bestaan van die afdeling. Ze werkte vervolgens bij verschillende kranten en was radioverslaggever bij de NOS, KRO en AVRO. 
In 2003 verscheen van haar een reisgids voor New York, die behalve in het Nederlands ook in andere talen werd gepubliceerd.
Ze werkte tussen 2006 en 2010 in New York en versloeg onder meer de Amerikaanse presidentsverkiezingen 2008 voor EenVandaag. Eenmaal terug in Nederland, ging ze werken voor RTL Nieuws, onder meer als politiek verslaggever en commentator bij het tv-programma Jinek, maar ook voor het radioprogramma Het Mediaforum op NPO Radio 1. Ze leverde tevens bijdragen over media in het vaktijdschrift voor journalistiek en communicatie Villamedia.
In 2022 kreeg ze waardering voor de kritische manier waarop ze fractievoorzitter Jan Paternotte van D66 interviewde over de late reactie van zijn partij op een rapport over een #MeToo-kwestie. Het leidde tot een nominatie voor de Sonja Barend Award voor het beste tv-interview.